# Horsemen of the Apocalypse (film)
Horsemen of the Apocalypse ("Apokalypsens ryttare", ursprunglig titel: Horsemen) är en amerikansk spänningsfilm från 2009 i regi av Jonas Åkerlund, med Dennis Quaid och Zhang Ziyi i huvudrollerna. Handlingen följer en polis som utreder en serie mord, och upptäcker en koppling mellan morden, sig själv och Apokalypsens fyra ryttare från Uppenbarelseboken. I Sverige släpptes filmen direkt på DVD.

## Medverkande
- Dennis Quaid som Aidan Breslin
- Zhang Ziyi som Kristen
- Clifton Collins, Jr. som Stingray
- Peter Stormare som Mr. Spitz